# Греко-римская борьба на летних Олимпийских играх 1928 — до 82,5 кг
Соревнования по греко-римской борьбе в рамках Олимпийских игр 1928 года в полутяжёлом весе (до 82,5 килограммов, в официальном отчёте игр вес именуется средним) прошли в Антверпене со 2 по 5 августа 1928 года в Power Sports Building. 
Для участия в соревнованиях заявились 19 спортсменов из 18 стран. Однако от каждой страны мог принять участие лишь один представитель, поэтому голландец Муйис в соревнованиях не участвовал. Также на соревнования не явился заявившийся южноафриканец Прег; таким образом титул разыгрывался между 17 борцами. Самым молодым участником был Роберт Гапсет (22 года), самым возрастным участником Карл Вестергрен (32 года).
Неоспоримым фаворитом турнира был двукратный олимпийский чемпион, чемпион мира 1920 года, чемпион Европы 1925 года Карл Вестергрен. Кроме него и Онни Пеллинена (единственным достижением которого была бронзовая медаль предыдущих игр) по существу других борцов, которых можно было рассматривать как претендентов, не было. Жребий свёл их в первой встрече, в которой судьи отдали победу финну. Вестергрен, раздосадованный несправедливым с его точки решением, снялся с соревнований. Онни Пеллинен завоевал бронзовую медаль, которую он себе обеспечил ещё в четвёртом круге, так как встреча между его конкурентами в пятом круге неминуемо приводила к выбыванию одного из борцов из турнира. В пятом круге Пеллинен был побеждён Ибрагимом Мустафой, который и стал чемпионом, первым чемпионом олимпийских игр по борьбе из Африки. Второе место завоевал Адольф Ригер. 

## Призовые места
| Золото                 | Серебро               | Бронза                  |
| Ибрагим Мустафа Египет | Адольф Ригер Германия | Онни Пеллинен Финляндия |

## Первый круг
| BP (всего) | BP | Участник 1      | Результат | Участник 2       | BP | BP (всего) |
| ---------- | -- | --------------- | --------- | ---------------- | -- | ---------- |
| 1          | 1  | Адольф Ригер    | По очкам  | Эйнар Хансен     | 3  | 3          |
| 0          | 0  | Роберт Гапсет   | Туше      | Йоханн Хейм      | 3  | 3          |
| 0          | 0  | Отто Пола       | Туше      | Макс Штудер      | 3  | 3          |
| 1          | 1  | Онни Пеллинен   | По очкам  | Карл Вестергрен  | 3  | 3*         |
| 0          | 0  | Имре Чалай      | Туше      | Карлис Петерсонс | 3  | 3          |
| 1          | 1  | Йозеф Вавра     | По очкам  | Бела Юхач        | 3  | 3          |
| 1          | 1  | Эмиль Клоди     | По очкам  | А. Шефик         | 3  | 3          |
| 0          | 0  | Ибрагим Мустафа | Туше      | Николас Аппельс  | 3  | 3          |
| 0          | 0  | Ян Галушка      | Пропускал |                  |    |            |

- С соревнований снялся

## Второй круг
| BP (всего) | BP | Участник 1       | Результат | Участник 2    | BP | BP (всего) |
| ---------- | -- | ---------------- | --------- | ------------- | -- | ---------- |
| 3          | 0  | Эйнар Хансен     | Туше      | Ян Галушка    | 3  | 3          |
| 2          | 1  | Адольф Ригер     | По очкам  | Роберт Гапсет | 3  | 3          |
| 3          | 0  | Йоханн Хейм      | Туше      | Макс Штудер   | 3  | 6          |
| 2          | 1  | Онни Пеллинен    | По очкам  | Отто Пола     | 3  | 3          |
| 1          | 1  | Имре Чалай       | По очкам  | Йозеф Вавра   | 3  | 4          |
| 3          | 0  | Карлис Петерсонс | Туше      | Бела Юхач     | 3  | 6          |
| 3          | 0  | Николас Аппельс  | Туше      | Эмиль Клоди   | 3  | 4          |
| 1          | 1  | Ибрагим Мустафа  | По очкам  | А. Шефик      | 3  | 6          |

## Третий круг
| BP (всего) | BP | Участник 1      | Результат | Участник 2       | BP | BP (всего) |
| ---------- | -- | --------------- | --------- | ---------------- | -- | ---------- |
| 2          | 0  | Адольф Ригер    | Туше      | Ян Галушка       | 3  | 6          |
| 3          | 0  | Эйнар Хансен    | Туше      | Роберт Гапсет    | 3  | 6          |
| 3          | 0  | Отто Пола       | Туше      | Йоханн Хейм      | 3  | 6          |
| 2          | 0  | Онни Пеллинен   | Туше      | Карлис Петерсонс | 3  | 6          |
| 5          | 1  | Эмиль Клоди     | По очкам  | Имре Чалай       | 3  | 4          |
| 3          | 0  | Николас Аппельс | Туше      | Йозеф Вавра      | 3  | 7          |
| 1          | 0  | Ибрагим Мустафа | Пропускал |                  |    |            |

## Четвёртый круг
| BP (всего) | BP | Участник 1      | Результат | Участник 2   | BP | BP (всего) |
| ---------- | -- | --------------- | --------- | ------------ | -- | ---------- |
| 1          | 0  | Ибрагим Мустафа | Туше      | Эйнар Хансен | 3  | 6          |
| 3          | 1  | Адольф Ригер    | По очкам  | Отто Пола    | 3  | 6          |
| 2          | 0  | Онни Пеллинен   | Туше      | Имре Чалай   | 3  | 7          |
| 3          | 0  | Николас Аппельс | Пропускал |              |    |            |

## Пятый круг
| BP (всего) | BP | Участник 1      | Результат | Участник 2      | BP | BP (всего) |
| ---------- | -- | --------------- | --------- | --------------- | -- | ---------- |
| 3          | 0  | Адольф Ригер    | Туше      | Николас Аппельс | 3  | 6          |
| 2          | 1  | Ибрагим Мустафа | По очкам  | Онни Пеллинен   | 3  | 5          |

## Шестой круг
| BP (всего) | BP | Участник 1      | Результат | Участник 2   | BP | BP (всего) |
| ---------- | -- | --------------- | --------- | ------------ | -- | ---------- |
| 3          | 1  | Ибрагим Мустафа | По очкам  | Адольф Ригер | 3  | 6          |